# Mòng biển Iceland

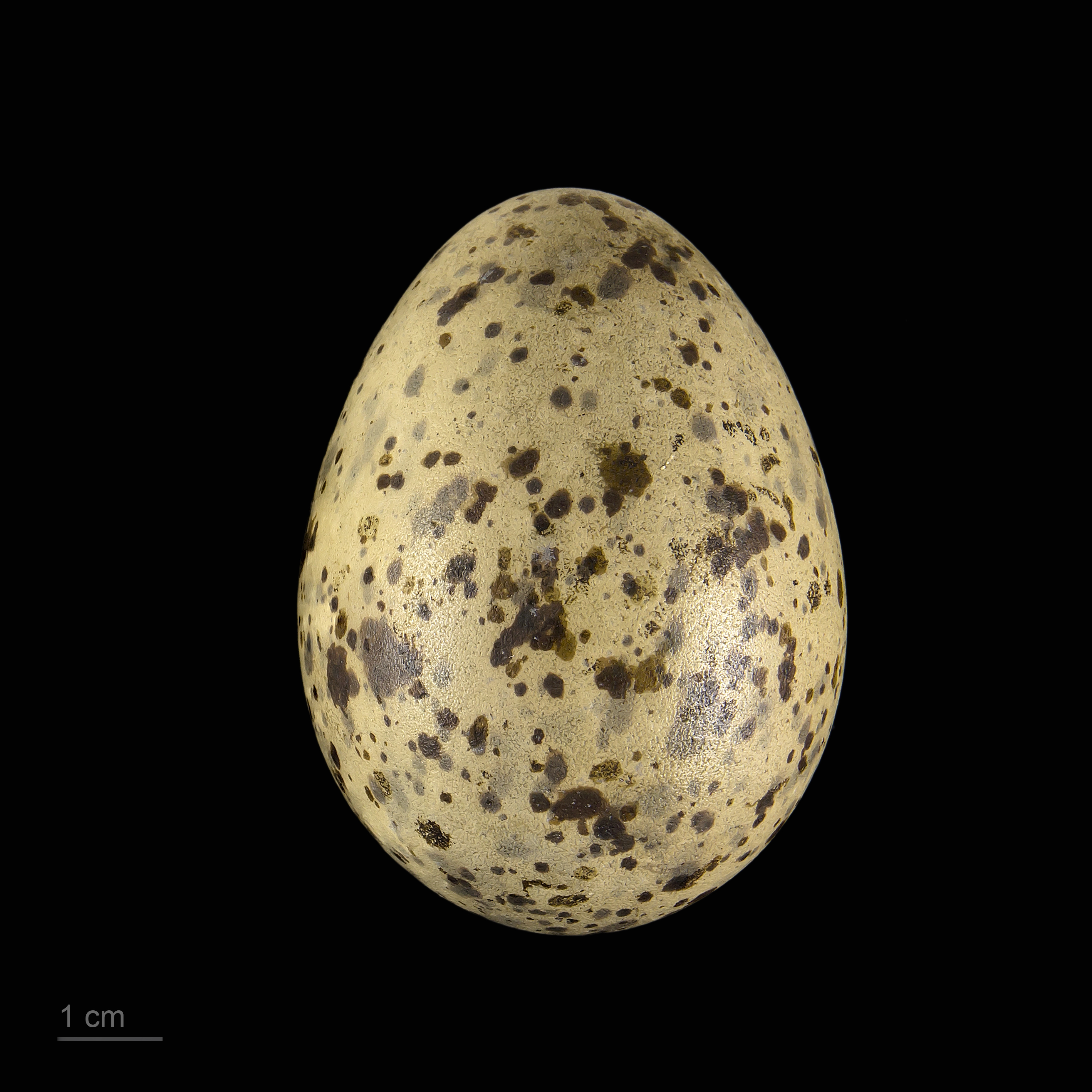
Larus glaucoides

Larus glaucoides là một loài chim trong họ Laridae.
Loài chim này sinh sản ở các vùng Bắc cực của Canada và Greenland, nhưng không ở Iceland, nơi loài này chỉ được nhìn thấy trong mùa đông. Chúng là loài di cư, trú đông từ trong Bắc Đại Tây Dương phía nam cũng như quần đảo Anh và các quốc gia phía bắc của miền đông Hoa Kỳ, cũng như trong nội thất của Bắc Mỹ như xa phía tây là Great Lakes tây. Tại Âu loài này ngày càng khan hiếm hơn nhiều so với loài mòng biển xanh lam tương tự.
Đơn vị phân loại Mỹ thường xếp mòng biển Kumlien là một phân loài, L. g. kumlieni, mòng biển Iceland.
Loài này sinh sản thành đàn hoặc đơn lẻ trên bờ biển và vách đá, làm tổ lót bằng cỏ, rêu, hoặc rong biển trên mặt đất hoặc vách đá. Thông thường, 2-3 trứng màu nâu nhạt mỗi tổ.